# Tician Tushi
Tician Tushi (sinh ngày 2 tháng 4 năm 2001) là cầu thủ bóng đá chuyên nghiệp người Thụy Sĩ hiện đang chơi ở vị trí tiền đạo cho câu lạc bộ Xamax, cho mượn từ Basel.

## Sự nghiệp thi đấu
Tushi ra mắt Basel trong trận thắng 2–1 trước FC Thun, trong khuôn khổ Giải bóng đá vô địch quốc gia Thụy Sĩ vào ngày 22 tháng 5 năm 2019.
Ngày 7 tháng 1 năm 2022, Tushi được đem cho mượn tại câu lạc bộ Winterthur cho đến hết mùa giải.
Ngày 30 tháng 1 năm 2023, Tushi gia nhập Xamax theo dạng cho mượn.

## Sự nghiệp thi đấu quốc tế
Tushi được sinh ra tại Thụy Sĩ và là người gốc Kosovo và Albania. Anh ta là cầu thủ trẻ thi đấu quốc tế cho Thụy Sĩ.